# Rhingia
Genre
Rhingia est un genre d'insectes diptères brachycères de la famille des syrphes dont la classification est encore mal établie. Au stade adulte ces mouches se nourrissent de nectar ou de pollen. 

## Liste d'espèces
Selon ITIS :
- Rhingia nasica Say, 1823

Selon NCBI :
- Rhingia borealis
- Rhingia campestris Meigen, 1822
- Rhingia coerulescens
- Rhingia cuthbertsoni
- Rhingia cyanoprora
- Rhingia laevigata
- Rhingia nasica
- Rhingia nigra
- Rhingia pellucens
- Rhingia pycnosoma
- Rhingia rostrata
- Rhingia semicaerulea
- Rhingia trivittata

Mais le nombre d'espèces reconnues varie considérablement selon les autres classifications.